# Synagoge van Delfzijl

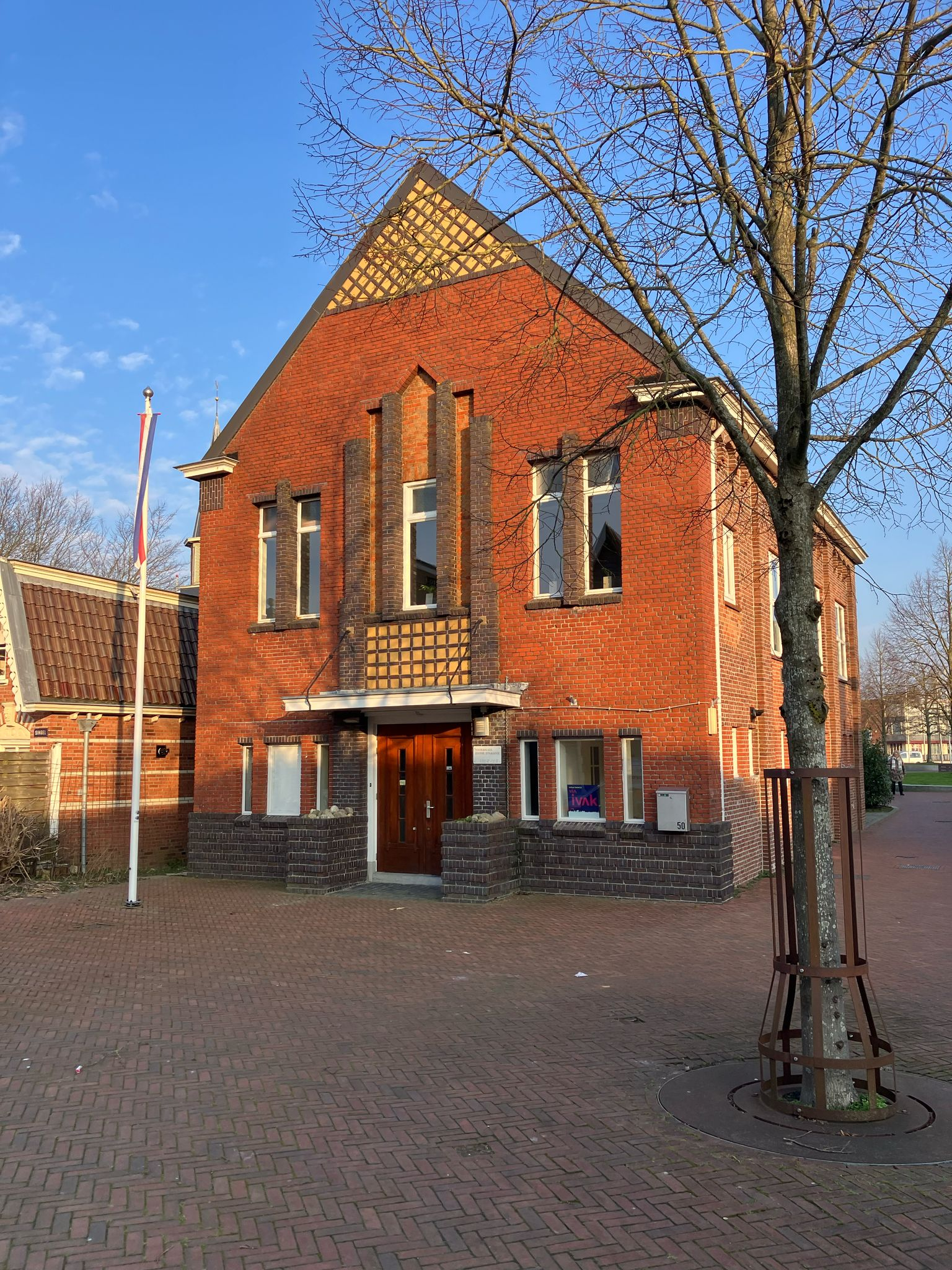
De voormalige synagoge uit 1888 aan de singel in Delfzijl.

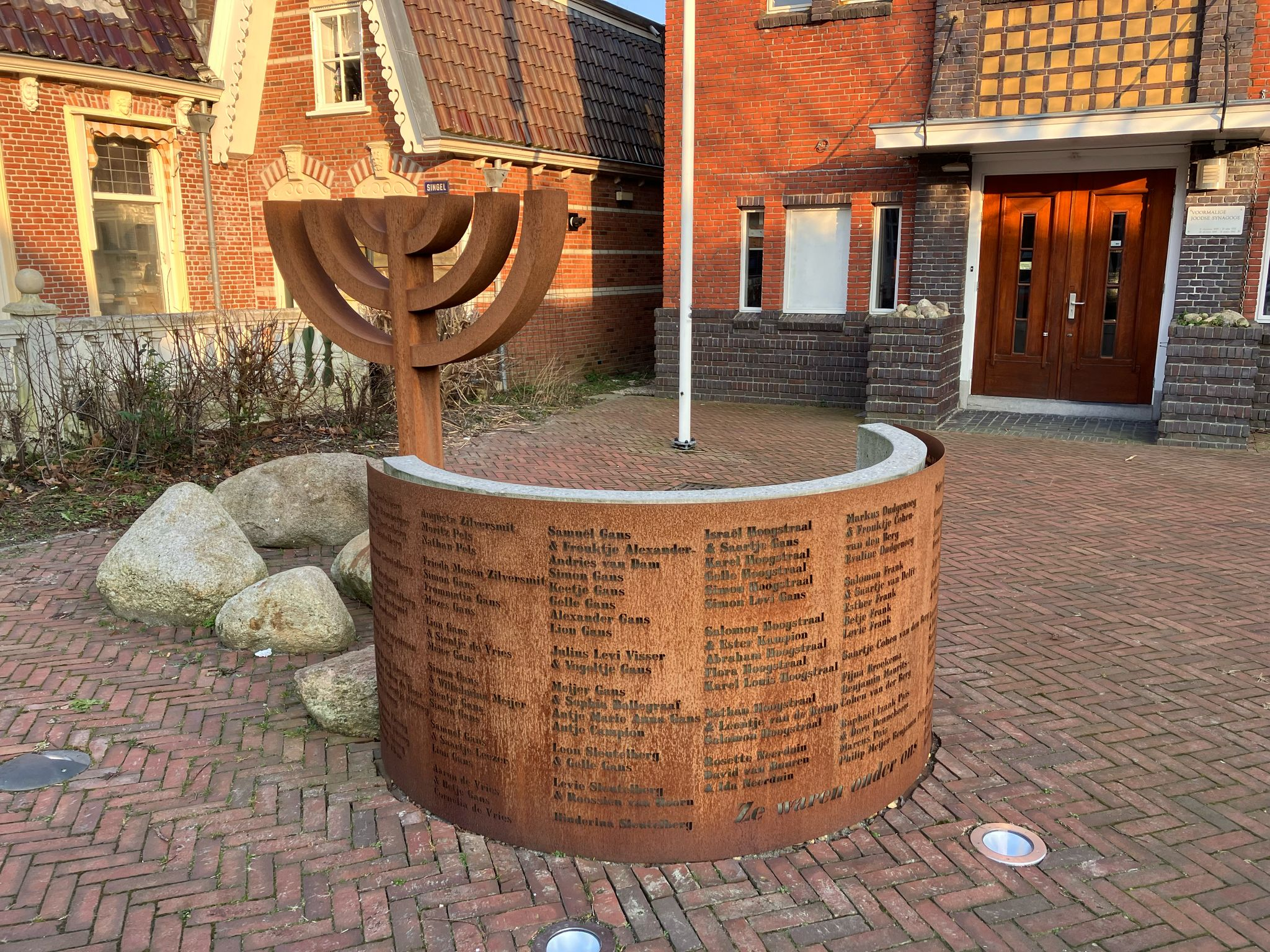
Joods monument aan de singel in Delfzijl.

De voormalige synagoge van Delfzijl staat in het centrum van de stad. Deze synagoge is gebouwd in 1888. 
De synagoge bevindt zich aan de Singel, naast de voormalige school van rond 1900 en in de direct nabijheid van de Centrumkerk in Delfzijl. Naast het gebouw liep vroeger de vestinggracht van de Oude Schans.

## Geschiedenis
Delfzijl is tot één van de oudste joodse vestigingsplaatsen in de provincie Groningen. In 1655 kregen joden uit Emden toestemming om zich in Delfzijl te vestigen en werden door de gemeenschap de noodzakelijke godsdienstige rechten verworven, zoals huwelijk, besnijdenis en begrafenis. In deze tijdsperiode werd ook een Joodse begraafplaats aangelegd in Farmsum.
In 1821 kreeg de synagoge van Delfzijl de status van Ringsynagoge van het NIK. Aanvankelijk werden de diensten gehouden in een voormalige cavaleriestal, die in 1842 door koning Willem II aan de joodse gemeente te Delfzijl werd geschonken. Dit gebouw werd echter verkocht om plaats te maken voor een nieuwe synagoge. In 1887 werd ook dit gebouw verkocht, waarna de nieuwe synagoge aan de Singel in 1888 gebruik werd genomen. Het gebouw bleef tot de Tweede Wereldoorlog in gebruik. In 1931 vond een verbouwing plaats, waarbij onder andere de gevel werd gewijzigd. 
Na de Tweede Wereldoorlog kreeg het pand een andere bestemming, aangezien er slechts enkele personen van de Joodse gemeenschap terugkeerden naar Delfzijl.
In 2012 werd het pand gekocht door de gemeente Delfzijl van het Leger des Heils. In 2020 werd het gebouw verkocht  door de gemeente. Het werd daarna omgebouwd tot groepsaccommodatie, met een expositieruimte in het gebouw.